# Echinogalla pustulata
Echinogalla pustulata är en insektsart som beskrevs av Sadao Takagi 2001. Echinogalla pustulata ingår i släktet Echinogalla och familjen filtsköldlöss. Inga underarter finns listade i Catalogue of Life.